# Angeł Stojkow
Angeł Bonczew Stojkow (bg. Ангел Бончев Стойков; ur. 24 marca 1961 w Łoweczu) – bułgarski zapaśnik walczący w stylu klasycznym. Olimpijczyk z Seulu 1988, gdzie odpadł w eliminacjach w kategorii 84 kg.
Wicemistrz Europy w 1984 i czwarty w 1986 roku.
- Turniej w Seulu 1988

Pokonał Mahdiego Moradi Gandże z Iranu i Mustafę Ramadana z Egiptu, a przegrał z Johnem Morganem z USA i  Tiborem Komáromim z Węgier.